# イヲリ
イヲリ（いをり、1987年〈昭和62年〉9月11日 - ）は、日本の男性声優・タレント・コスプレイヤー。
TYK Promotion所属。愛称はイヲリん。イメージカラーは紫。
セクシャルマイノリティのゲイを公言して活動している。

## 略歴
岐阜県中津川市出身。岐阜県立土岐紅陵高等学校、トライデントデザイン専門学校卒業。
20代の頃にこえ部にのめり込み、ネット声優として活動していた。また、友人の勧めがきっかけでコスプレイヤーとしても積極的に取り組んでいた。
劇団四季を始めとした舞台演劇のファンであり、そこから演技に興味を持つ。市の朗読劇や演劇のオーディションを受け、いくつか出演していたところ、演劇スタッフから名古屋で行われるTYK Promotion主催のアニメ『シキザクラ』オーディションを勧められる。
そのオーディションをきっかけに、2019年1月にTYK Promotionへセカンド生（預かり所属）として入所。2020年5月より所属タレントへの昇格が発表された。

## 人物
- 過去に、comicoの「アテコで遊ぼう！」企画（2015年）で最優秀賞を[8]、『幸せカナコの殺し屋生活』60秒アフレコチャレンジ企画（2019年）で優秀賞を[9]それぞれチーム受賞している。

- 趣味はコスプレ、ボクササイズ、筋トレ、ゲーム、舞台鑑賞、カラオケ、バイク。特技は音声＆画像編集、料理、イラスト、ピアノ、コスプレ衣装＆小道具制作[1]。

- 2023年3月より普通自動2輪教習を卒業[10]。
- 父親の葬儀後、育ての両親とは血のつながりがなく、養子であることが判明した[11]。
- リアル脱出ゲーム名古屋店で勤務していることを公言している。

## 出演作品
太字はメインキャラクター。

### テレビアニメ

#### 2021年
- 八十亀ちゃんかんさつにっき 3さつめ（ガヤ）
- シキザクラ（犬塚一左）- ※アニメ メインキャラクターデビュー作

### Webアニメ
- dTVチャンネル「視聴注意」（2020年、足立、竹中徹、ウィリアム他）

### テレビドラマ
- 名古屋行き最終列車 2022（名古屋テレビ放送）

### 配信ドラマ
- 小酒井不木原作ショートムービー第5弾「躓く探偵」（2023年）刑事 役

### CM
- エヴァンゲリオン中京圏プロジェクト（2019年、ナレーション）
- XRエンターテインメント VTrack（2020年）
- 中京テレビ 昆虫ワールド（2020年、カブトムシの声）
- ブラザー工業 ラベルなら、ブラザー（2022年）
- おやつカンパニー 素材市場TVCM 店頭篇（2023年、ナレーション、BGM）
- おやつカンパニー 素材市場WEBCM いわしとさばのおいしい関係篇（2023年、ナレーション、BGM）
- 東海オンエア てつやプロデュース ほてる小栁津 WEBCM（2024年、ナレーション）

### ラジオ
- ZIP-FM「SCK～サブカルキングダムS～」準レギュラー（2020年）

### ボイスドラマ
- ISOGAI花火劇場 in 名古屋港 ドラマチックハナビ（2020年）
- SOUND PUBLICATION「東海十二刻」（2020年）
- 七ツ寺共同スタジオ 50周年記念 「夢の肉弾三勇士」（2021年、片目のジャック）
- シアターワークショップ ASMRホラードラマ「会社のハナコさん」（2022年、上司）

### オーディオブック
- 相場師一代（2020年）
- だから僕は、ググらない。（2020年）
- 1万人のリーダーが悩んでいること（2020年）
- 経済学者 日本の最貧困地域に挑む（2021年）
- 尖閣を獲りに来る中国海軍の実力　自衛隊はいかに立ち向かうか（2021年）
- 三種の神器（サイバー犯罪防止第6課）（2021年、盗賊A）
- 33歳の決断で有名企業500社を育てた渋沢栄一の折れない心を作る33の教え（2021年）
- 「自己肯定感低めの人」のための本（2021年）
- 14歳の自分に伝えたい「お金の話」（2022年）
- 五つ星のお付き合い（2022年）
- 人生はかなりピクニック（2022年）
- 超カリスマ投資系YouTuberが教える ゴールド投資　リスクを冒さずお金持ちになれる方法（2022年）
- 考えるとはどういうことか 0歳から100歳までの哲学入門（2022年）
- あなたは、もう大丈夫。「幸せスイッチ」が入る77の言葉（2022年）
- 「問い」から始まる哲学入門（2022年）
- 賢明なる個人投資家への道（2023年）
- 週刊東洋経済eビジネス新書 シリーズ（2023年-）
- 自衛隊メンタル教官が教えてきた 自信がある人に変わるたった1つの方法（2023年）

### その他ナレーション
- 蟹江町ショートムービー事業 蟹江・映像謎解きラリー 小酒井不木原作「躓く探偵」（2022年、探偵助手の声）
- 尾張旭市 紹介PV「実は、味がある、尾張旭。」（2023年、グルメ編、スポット編）
- 愛知県企画課 県政150周年の歩みを振り返る記念映像（2023年）
- ZTV 年末年始特番「絶景に出会う～熊野古道 世界遺産登録20周年記念～」全4回（2024年）

### 舞台
- 名古屋市文化振興事業団
  - 芥川龍之介没後90年記念 朗読劇「藪の中」「蜘蛛の糸」（2018年）
- 劇団ジャブジャブサーキット
  - 第59回 ビシバシと 叩いて渡る イシバシ君（2018年、東京・大阪・名古屋公演）
- 劇団☆新感線
  - 無台本芝居はいどーも新春スペシャル（2020年）
- オイスターズ
  - 第26回公演「ちちんち」（2022年、東京・名古屋公演）
- シネマフロント
  - スチームパンク朗読劇「蒸綺幻創 風神戰記」（2023年）※体調不良のため降板
- ハロハロ★スタジオ
  - 音楽劇「マハルコ組曲」（2024年）

### 雑誌
- Badi

### スマホアプリ
- スマホで防災訓練（2023年、図鑑おじさん）

### その他コンテンツ
- オバケン 目隠しイマーシブシアター「レストランifハーヴェスト」（チャーリー）
- オバケン 宿泊型イマーシブホラー「INFERNO LODGE（インフェルノロッジ）～常緑を見つめる目～」（和座巡査）
- 岐阜県警察公式チャンネル 啓発動画「桃太郎のいとこ すもも太郎の鬼退治」「岐阜田ケイジ 新種のハリガネ虫発見物語」（犬、テレビの声）